# ترتاتولول
ترتاتولول (انگلیسی: Tertatolol) ترتاتولول (Artex, Artexal, Prenalex) دارویی در کلاس مسدودکننده‌های بتا است که در درمان فشار خون بالا استفاده می‌شود. این توسط شرکت داروسازی فرانسوی Servier کشف شد و در اروپا عرضه می‌شود.
همچنین نشان داده شده است که ترتاتولول به عنوان آنتاگونیست گیرنده 5-HT1A و 5-HT1B سروتونین، مشابه پروپرانولول و پیندولول عمل می‌کند.